# Halina Bieda
Halina Maria Bieda z domu Beiner (ur. 6 października 1962 w Chorzowie) – polska nauczycielka, polityk i działaczka samorządowa, w latach 2006–2012 wiceprezydent Bytomia, w 2012 pełniąca funkcję prezydenta tego miasta, radna sejmiku śląskiego V i VI kadencji, była dyrektor Muzeum Powstań Śląskich w Świętochłowicach, senator X i XI kadencji.

## Życiorys
Córka Jerzego i Ireny. W 1981 ukończyła I Liceum Ogólnokształcące im. Jana Smolenia w Bytomiu, a w 1987 studia geograficzne na Wydziale Nauk o Ziemi Uniwersytetu Śląskiego w Katowicach ze specjalnością nauczycielską kształtowanie i ochrona środowiska. W latach 1986–2006 pracowała jako nauczycielka. Była instruktorką Związku Harcerstwa Rzeczypospolitej w stopniu harcmistrzyni. Pełniła funkcję przewodniczącej komisji instruktorskiej Górnośląskiej Chorągwi Harcerek ZHR.
W wyborach samorządowych w 2006 wystartowała do rady miasta Bytomia, uzyskując mandat radnej z ramienia Platformy Obywatelskiej. W tym samym roku została powołana na stanowisko wiceprezydenta miasta, które zajmowała do 2012. Mandat radnej miejskiej uzyskała ponownie w wyborach samorządowych w 2010.
W wyniku referendum lokalnego, które odbyło się 17 czerwca 2012, prezydent Piotr Koj został odwołany ze stanowiska. Halinie Biedzie powierzone w tym samym miesiącu zostało pełnienie funkcji prezydenta miasta (sprawowała ją do października). Wystartowała bezskutecznie w przedterminowych wyborach na prezydenta Bytomia w tymże roku, uzyskując wówczas mandat radnej miejskiej. W latach 2012–2014 była prezesem spółki Armanda Development, zajmującej się rekultywacją zdegradowanych pokopalnianych terenów. W 2014 objęła funkcję dyrektora Muzeum Powstań Śląskich w Świętochłowicach, którym kierowała do 2020.
W wyborach samorządowych w 2014 i 2018 uzyskiwała mandat radnej sejmiku śląskiego V i VI kadencji (dostała odpowiednio 18 264 głosy oraz 13 088 głosów).
W wyborach parlamentarnych w tym samym roku z ramienia Koalicji Obywatelskiej została wybrana do Senatu RP X kadencji z okręgu nr 71; głosowało na nią 74 605 osób. W wyborach w 2023 z powodzeniem ubiegała się o reelekcję (z wynikiem 81 986 głosów).

## Odznaczenia
W 2000 odznaczona Brązowym Krzyżem Zasługi.

## Wyniki wyborcze
| Wybory | Komitet wyborczy       | Komitet wyborczy       | Organ                                    | Okręg           | Wynik           |
| ------ | ---------------------- | ---------------------- | ---------------------------------------- | --------------- | --------------- |
| 2006   |                        | Platforma Obywatelska  | Rada Miejska w Bytomiu                   | nr 5            | 653 (6,22%)     |
| 2010   | 1377 (13,29%)          | Platforma Obywatelska  | Rada Miejska w Bytomiu                   | nr 5            |                 |
| 2012   |                        | KWW Platforma Bytomska | Prezydent Bytomia                        | –               | 5675 (15,43%)   |
| 2012   | 8107 (27,44%)          | KWW Platforma Bytomska | Prezydent Bytomia                        | –               |                 |
| 2012   | Rada Miejska w Bytomiu | KWW Platforma Bytomska | nr 5                                     | 752 (9,45%)     |                 |
| 2014   |                        | Platforma Obywatelska  | Sejmik Województwa Śląskiego V kadencji  | nr 4            | 18 264 (10,03%) |
| 2018   |                        | Koalicja Obywatelska   | Sejmik Województwa Śląskiego VI kadencji | nr 4            | 13 088 (5,39%)  |
| 2019   | Senat X kadencji       | Koalicja Obywatelska   | nr 71                                    | 74 605 (57,19%) |                 |
| 2023   | Senat XI kadencji      | Koalicja Obywatelska   | nr 71                                    | 81 986 (57,70%) |                 |